# Procerastea australiensis
Procerastea australiensis är en ringmaskart som beskrevs av Hartmann-Schröder 1987. Procerastea australiensis ingår i släktet Procerastea och familjen Syllidae. Inga underarter finns listade i Catalogue of Life.